# Катастрофа Ту-154 под Иркутском (1994)
Катастрофа Ту-154 под Иркутском (1994) — крупная авиационная катастрофа, произошедшая в понедельник 3 января 1994 года. Авиалайнер Ту-154М авиакомпании «Байкал» совершал внутренний рейс BKL130 по маршруту Иркутск—Москва, но через 3,5 минуты после взлёта у него загорелся двигатель №2. Пилоты развернули лайнер обратно на аэропорт вылета, но он потерял управление и рухнул на молочную ферму в селе Мамоны в 13,5 километрах от аэропорта Иркутска. В катастрофе погибли 125 человек — все находившиеся на борту самолёта 124 человека (115 пассажиров и 9 членов экипажа) и 1 человек на земле; ещё 1 человек на земле получил ранения.

## Самолёт
Ту-154М (регистрационный номер RA-85656, заводской 89А801, серийный 0801) был выпущен Куйбышевским авиационным заводом (КуАПО) 10 мая  1989 года. 23 мая того же года был передан авиакомпании «Аэрофлот» (МГА СССР, Восточно-Сибирское УГА, 1-й Иркутский ОАО). В 1992 году был куплен авиакомпанией «Байкал». Оснащён тремя турбореактивными двигателями Д-30КУ-154-II производства Рыбинского моторостроительного завода.

## Экипаж и пассажиры
Состав экипажа рейса BKL130 был таким:
- Командир воздушного судна (КВС) — Геннадий Степанович Падуков. Налетал свыше 16 000 часов.
- Второй пилот — А. Г. Жаворонков. Налетал свыше 14 000 часов.
- Штурман — В. И. Молнар.
- Бортинженер — Илья Петрович Карпов. Налетал свыше 13 000 часов.
- Проверяющий — О. В. Лиходиевский. Главный штурман Восточно-Сибирского РУВТ.

В салоне самолёта работали четверо бортпроводников: Н. В. Антонова, Е. М. Курбанова, О. С. Пермякова и И. В. Никифоров.
| Гражданство | Пассажиры | Экипаж | Всего |
| ----------- | --------- | ------ | ----- |
| Россия      | 99        | 9      | 108   |
| Германия    | 8         | 0      | 8     |
| Китай       | 4         | 0      | 4     |
| Австрия     | 1         | 0      | 1     |
| Франция     | 1         | 0      | 1     |
| Япония      | 1         | 0      | 1     |
| Индия       | 1         | 0      | 1     |
| Всего       | 115       | 9      | 124   |

## Катастрофа

Обломки рейса 130

Рейс BKL130 вылетел из Иркутска в 11:59 IKT. Взлёт был произведён с ВПП №12, затем правым разворотом экипаж взял курс на Москву. Через 3 минуты и 45 секунд после взлёта на высоте 4000 метров произошло нелокализованное разрушение воздушного стартёра двигателя №2, не отключившегося после запуска двигателя и продолжавшего работать на высоких оборотах (более 40 000 об/мин) при открытых кранах отбора воздуха от двигателей. Вылетевший из корпуса стартёра вращающийся диск турбины попал в зону двигателя и отсека, повредил воздушные, топливные и масляные магистрали двигателя №2, элементы гидросистем, пробил обшивку заднего кожуха камеры сгорания и вышел наружу из двигателя. Прекращение подачи топлива к форсункам вследствие разрушения топливных магистралей привело к остановке двигателя, и в отсеке двигателя начался пожар, подпитываемый вытекающими ГСМ при наличии подачи в зону горения воздуха под давлением из-за разрушения обшивки заднего кожуха камеры сгорания.
Обнаружив срабатывание сигнализации о пожаре в двигателе №2, экипаж отключил его и применил все очереди системы пожаротушения. Эти действия к ликвидации пожара не привели, после чего КВС развернул лайнер в сторону Иркутска и запросил аварийную посадку. В процессе захода на посадку вследствие разгерметизации проложенных в отсеке двигателя №2 магистралей всех трёх гидросистем произошёл полный отказ управления самолётом. Всеми принятыми мерами по поддержанию давления в гидросистемах экипажу не удалось предотвратить катастрофу.
В 12:07:40 второй пилот доложил о полной потере управления. Через 58 секунд после этого (в 12:08:38 IKT) рейс BKL130 на скорости 510 км/ч, вертикальной 2—4 м/с, под углом тангажа 3—5°, углом наклона траектории −1—2° и небольшим креном вправо врезался в молочную ферму в селе Мамоны в 13,5 километрах от аэропорта Иркутска. От сильного удара самолёт разорвало на две части. Кабина пилотов и первый пассажирский салон полностью разрушились, а второй пассажирский салон и хвостовая часть отлетели далеко на склон (их обломки были обнаружены в 400 метрах от места падения). Все находившиеся на борту 115 пассажиров и 9 членов экипажа погибли. В числе погибших: пятеро маленьких детей, один грудной ребенок и 16 иностранцев — граждане Германии, Китая, Австрии, Индии, Японии, Франции. 
Здание молочной фермы было разрушено. В момент катастрофы в здании находились 3 человека (скотник Михаил Сальников и две доярки) — 1 (скотник) погиб, 1 получила ранения. Также погибло несколько десятков голов крупного рогатого скота. Идентифицировать удалось останки 74 человек.

## Расследование
Следственная комиссия установила, что двигатель №2 у борта RA-85656 отказывал не в первый раз. Летом 1993 года он отказал при подлёте к Гуанчжоу (Китай). Экипажу пришлось вырабатывать авиатопливо и садиться на аварийную ВПП. Экипаж неоднократно писал послеполётные рекламации, в которых отмечал неудовлетворительную работу двигателя №2. В день катастрофы его смогли запустить лишь с пятой попытки. Расшифровка переговоров дала следующий результат.
За 2 минуты до взлёта было сказано:
— Передай инженеру, который двигатели готовил, что очень плохо подготовлены двигатели, не запускаются. Двадцать минут три двигателя запускали.
За минуту до взлёта:
— Опасные обороты! Кнопку нажимаешь — и не гаснет.
— Ни …я, прогреется — отключится. (КВС)
На расстоянии 4 километров от аэропорта стартёр двигателя №2 разрушился. Разрушение стартёра произошло из-за попадания постороннего предмета (предположительно, обломка кожуха газосборника ВСУ) под заслонку управления стартёром. Из-за неплотно закрытой заслонки турбина стартёра продолжала раскручиваться, и при значительном превышении предельно допустимых оборотов произошло её разрушение. Части стартёра повредили систему подачи топлива, маслопроводы и трубопроводы гидравлической системы. Начался пожар второго двигателя, что и привело к катастрофе.

## Расшифровка переговоров
Диспетчер: Значит, внимание, экипаж. 10 600 до Домодедова, запасной Нижний Новгород. Москва запасным не обеспечивает как Внуково, так и Шереметьево. 

КВС: Двигатели запущены. Включаем генераторы. Земля, я 85656, конец связи, на воздушный контроль, до свидания. 

Диспетчер: Счастливо. 

КВС: Передай инженеру, который двигатели готовил, что очень плохо подготовлены двигатели, не запускаются. Двадцать минут три двигателя запускали. 

Бортинженер: Загорелось… И не отключается, и не гаснет. 

КВС: Что? 

Бортинженер: Опасные обороты! Кнопку нажимаешь — и не гаснет. Ну что, горит она, стартер. всё отключено… Воздух не подаётся. 

КВС: Ничего, прогреется — погаснет. 

Второй пилот: 656-й к взлёту готов. 

Диспетчер: Взлёт разрешаю. 

Второй пилот: 656-й, взлёт.

2-я минута полёта:

КВС: Набираем 6000 (метров) (звуковая сигнализация — непрерывная сирена) 

КВС: Действовать согласно руководству. Первому и второму номинальный режим. Подожди спокойно, Илья, а Илья! 

Бортинженер: Второй двигатель горит почему-то. (сигнальная лампочка) 

КВС: ВСУ горит? Гаси!! 

Бортинженер: Включил все три очереди. 

КВС: Горит? На самом деле горит? 

Бортинженер: Горит табло «Пожар». 

КВС: Илья Петрович, доложи обстановку. 

Бортинженер: Так. Загорелось табло «Пожар» в мотогондоле № 2. Второй двигатель выключил. 

КВС: Илья, сирену выключи… 

Штурман: Курс обратный посадочный берём!!!! 

Диспетчер: 656-й! Понял. Давление 725 миллиметров, заход разрешаю, снижайтесь до 900 к четвёртому. 

КВС: Давление 725 установить.

3-я минута полёта:

Диспетчер: 656-й! Пожар какого двигателя? 

КВС: Пожар второго двигателя! 

КВС: И правого… 

Бортинженер: Давление в первой гидросистеме упало!… 

Второй пилот: Выпускаем шасси!… 

Диспетчер: 656-й принял. 

КВС: Шасси не выпускается ни х… Да не выпускается же! От второй гидросистемы давай! 

Бортинженер: Да нету же! Давления нет! 

Второй пилот: У нас упало давление в обеих гидросистемах! 

Диспетчер: 656-й, понял! Удаление где ваше? 

Штурман: 400 метров. 

КВС: Ребята, не управляется самолёт! 

КВС: Самолёт не управляется! 

Диспетчер: Ниже глиссады идёте! (непрерывный звук сирены) 

Диспетчер: Работайте с посадкой! 

Конец записи.

## Сторонняя оценка
По оценке Василия Ершова в романе «Страх полёта», катастрофы можно было избежать или хотя бы свести к минимуму её последствия, если бы экипаж не растерялся.
Да и что ты сделаешь, когда всю свою лётную жизнь отрабатывал и отрабатывал тонкое штурвальное искусство управления тяжёлым самолётом… а тут — машина не управляется! Всё. Читай молитву. Штурвал мёртв.
Но у иркутян были особенности.
Во-первых, в момент отказа управления рули у них стояли нейтрально, и самолёт находился почти в горизонтальном полёте, ну, чуть снижался, и не стремился накрениться, был уравновешен. Отказ управления практически не повлиял на траекторию полёта!
Во-вторых, бортинженеру тогда удалось погасить пожар. В-третьих, был январь, ясный день, и рядом — замёрзшее озеро Байкал, естественный аэродром, длиной более шестисот и шириной в среднем шестьдесят километров. И, главное, на что никто при разборе этих катастроф никогда не обращал внимания: из органов управления на самолёте в подобной ситуации оставался вполне работоспособным электрически управляемый переставной стабилизатор.
В действительности село Мамоны находится в противоположной стороне от озера Байкал и экипажу ближе было вернуться в аэропорт, чем лететь 85 километров до Байкала. Кроме того, 3 января Байкал ещё не замерзает; лёд сковывает озеро примерно к середине месяца.

## Память

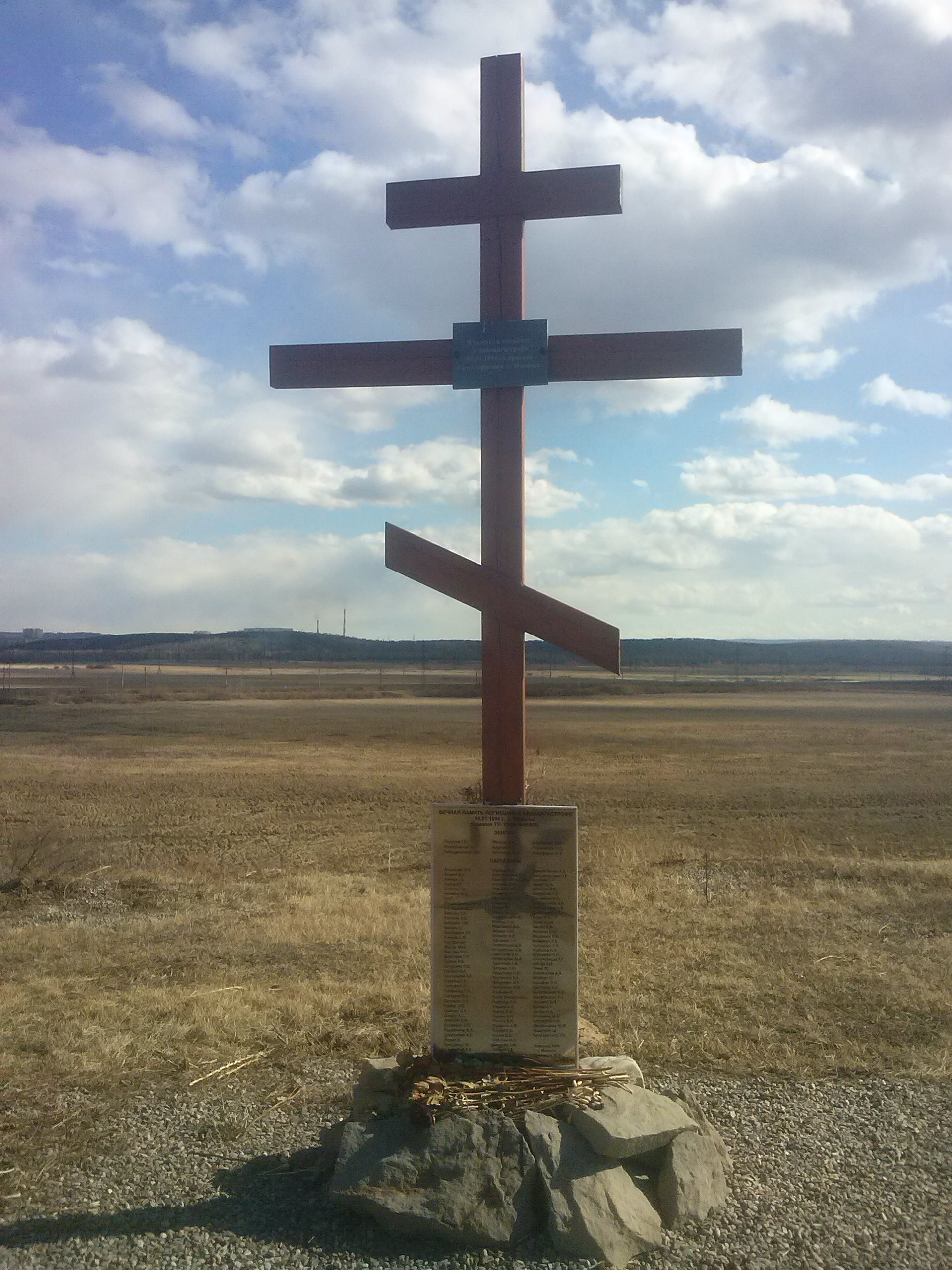
Деревянный крест, установленный прихожанами храма во имя святителя Софрония на месте катастрофы

Ежегодно, 3 января, к мемориалу приходят родные, близкие и друзья погибших. В октябре 2007 года состоялось освящение храма во имя святителя Софрония, возведённого в селе Мамоны. Инициатором строительства храма стал житель села Владимир Горбатов.
В 2018 году на месте катастрофы табличка с именами погибших была заменена; вместо неё были установлены мемориальные плиты из чёрного гранита. Но поскольку на металлической табличке фамилии и инициалы некоторых пассажиров частично стёрлись, на новом мемориале случилась путаница — у некоторых фамилий оказалось по две пары инициалов, а кому-то изменили пол.

## Аналогичные авиакатастрофы
- Катастрофа Ту-154 у Красноярска — схожая по обстоятельствам.
- Boeing 747 Japan Airlines (рейс JAL 123) и DC-10 Turkish Airlines (рейс TK 981). Обе катастрофы закончились неуправляемым падением самолётов. В первой катастрофе выжило только 4 человека (если бы спасательные службы нашли место падения и прибыли туда быстрее, выжили бы больше человек), во второй погибли все.
- Катастрофа DC-10 в Су-Сити — больше половины пассажиров выжило в результате контролируемого столкновения самолёта с ВПП.
- Инцидент с A300 над Багдадом — единственный успешный случай посадки авиалайнера в катастрофе с помощью одних двигателей, никто не пострадал.
- Катастрофа DC-8 в Джидде — схожая по обстоятельствам